# ФК Полет Сивац
ФК Полет је фудбалски клуб из Сивца. Основан је 1954. године, тренутно се такмичи у МОЛ - 1. разред.

## Историја
Такмичарски фудбал у Сивцу почео се играти у сезони 1932/1933. када је у Подунавској (провинцијској групи) II разреда Суботичког ногометног подсавеза наступио под именом Сивачки Спортски Клуб и на крају првенства заузео друго место, три бода мање од првопласираног Бајмочког АК.
Годину дана касније, на крају сезоне 1933/1934. Сивачки СК ће се опет наћи на другом месту табеле, овај пут два бода мање од првопласираног Хајдука из Куле. После два заредом освојена друга места у последње две године, у сезони 1934/1935. фудбалски клуб из Сивца убедљиво ће освојити прво место.
Сивачки атлетски ногометни клуб из Новог Сивца се фузионисао са Сивачким СК из Старог Сивца у Сивачки СК крајем маја 1935. године.
Највећи клубски успех између два рата десио се у сезони 1935/1936. када је Сивчанима за длаку измакло прво место у Средњобачкој групи 1/B разреда. Бољи од њих за један бод био је Врбашки СК који је након шеснаест кола освојио 25 бодова. Две године касније, клуб ће заузети последње место на табели и испасти у најнижи ранг. Наредне сезоне 1939/1940. неће се такмичити. Повратак такмичарског фудбала у Сивцу десиће се 1940. године али ће га прекинути Други светски рат априла 1941. године када је екипа Сивачког СК после четири кола била на челу Јужне групе - 2. разреда Сомборске жупе.
Августа 1954. године фузијом два сивачка фудбалска клуба Звезде (из Новог) и Напретка (из Старог Сивца) настао је Полет. Новонастали Полет је после три одиграна кола 1954/1955. у Сомборском подсавезу (прва група) 2. разред одустао од даљег такмичења, преселивши се у већи ранг тј наследивши ипак Напретково место у Сомборском подавезу - 1. разред. 

## Успеси
- Подручна лига Сомбор
Освајач: 1956/57, 1967/68. 2003/04, 2009/10.
- Дунавска група - II разред
Освајач: 1934/35.